# MMS22L
MMS22L‏ (MMS22 like, DNA repair protein) هوَ بروتين يُشَفر بواسطة جين MMS22L في الإنسان.